# Hurley (Berkshire)
Hurley è un villaggio e parrocchia civile dell'Inghilterra, appartenente alla contea del Berkshire.